# Bando-yoga
Le Bando-yoga est un ensemble de pratiques de yoga birman.
Ces pratiques ont pour but le développement corporel, l’entretien physique et les soins du corps. On y trouve le letha-yoga, pratique avec partenaire, axée sur le travail des articulations, sorte de chiropractie ; puis le dhanda-yoga habituellement avec bâton, ou art de soulager le corps et le mental par des postures et des applications respiratoires ; et enfin, le longi-yoga, pratique corporelle avec comme médiateur une cordelette et des vêtements.
Le bando-yoga est une activité corporelle destinée à développer et à entretenir les qualités physiques et mentales des pratiquants du thaing. Il consiste à pratiquer des postures et attitudes corporelles (Asana) en relation avec des exercices respiratoires (Pranayama) et à prendre conscience de ses capacités et de ses manques. 

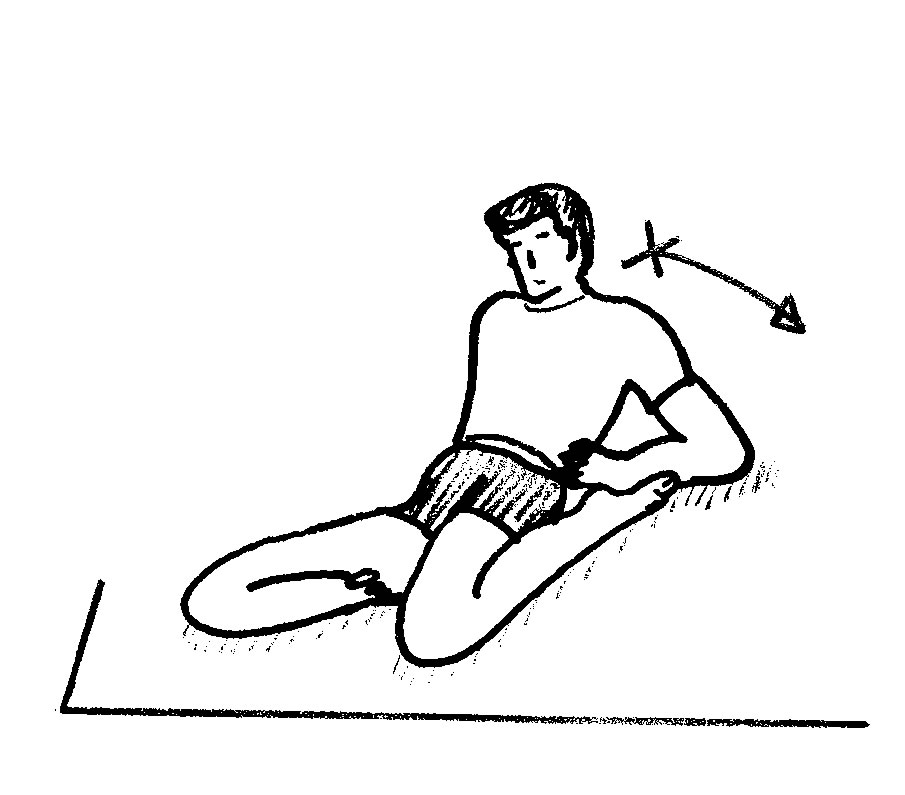
Stretch des cuisses
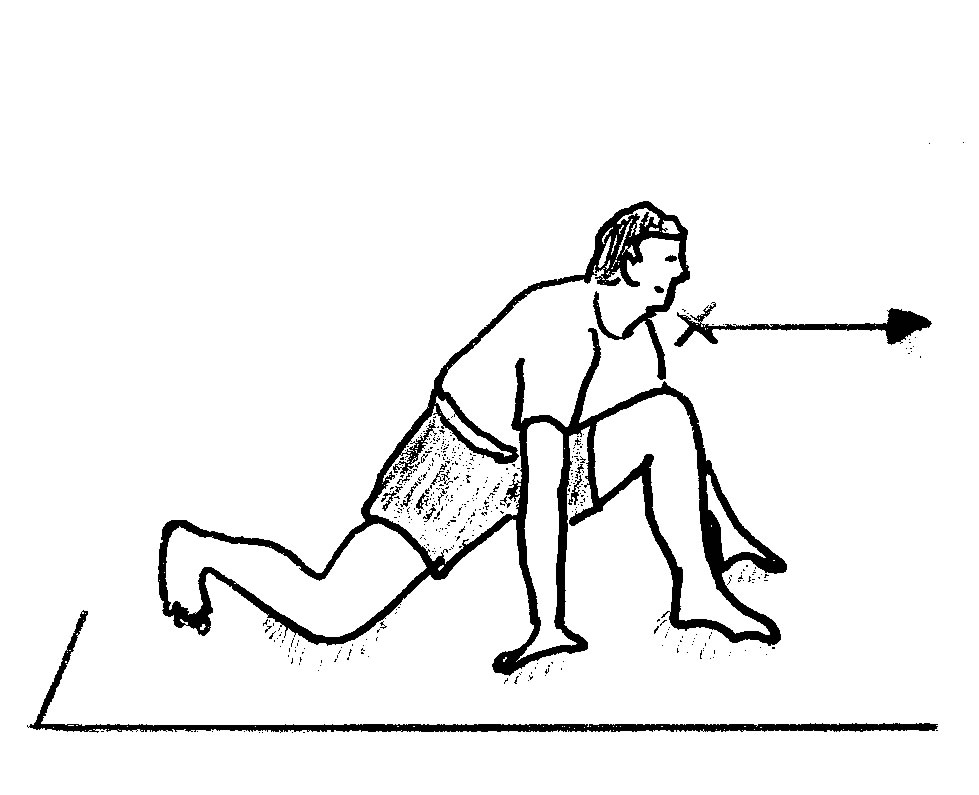
Stretch du psoas-iliaque
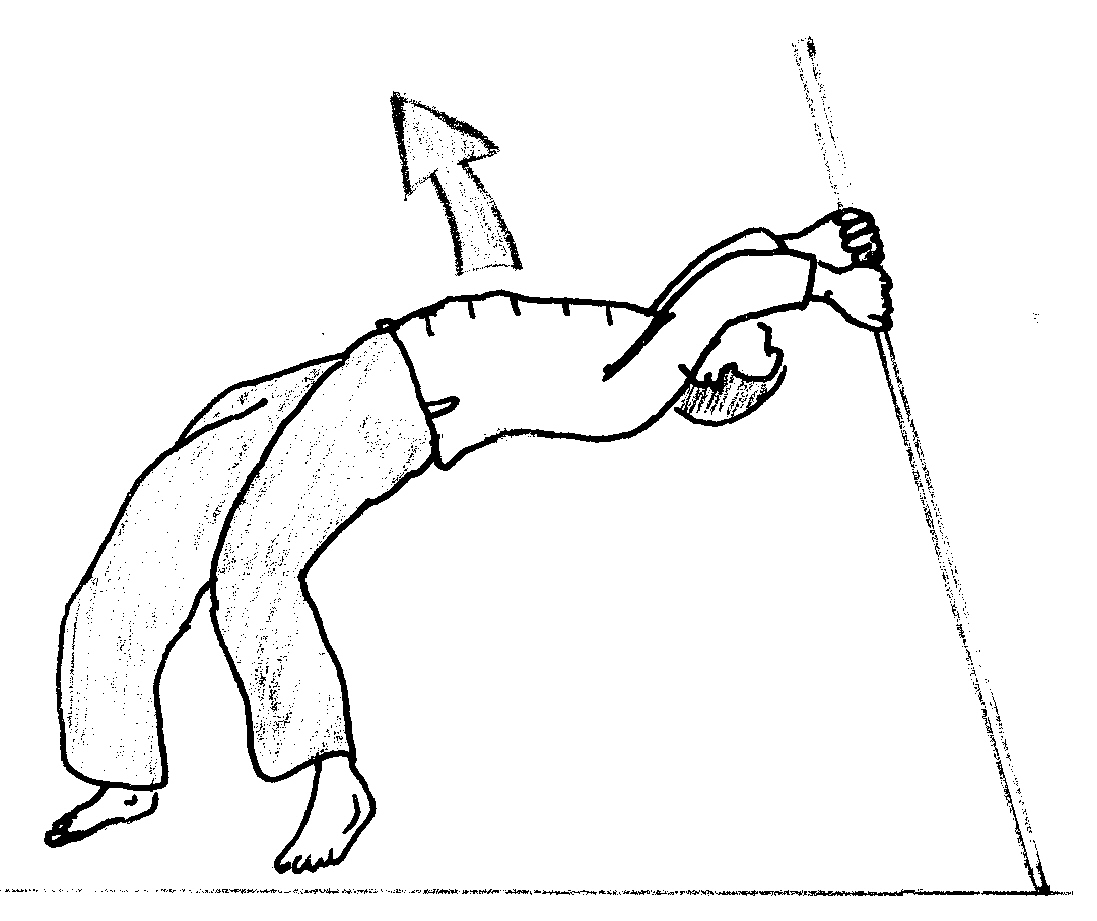
Stretch de Dhanda yoga
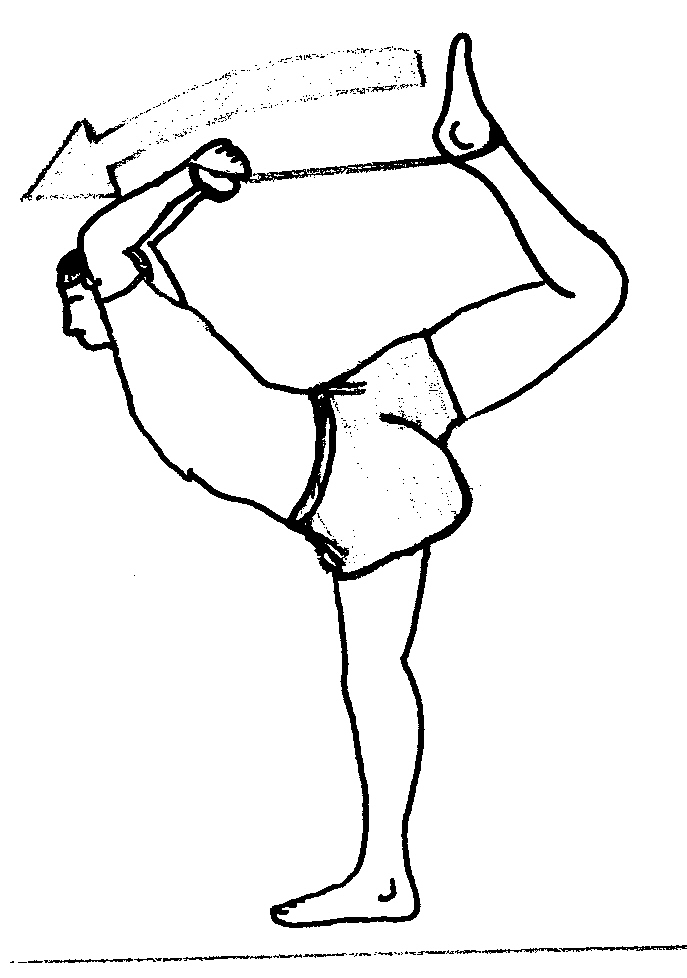
Stretch de Longi yoga

## Particularités techniques et spécificités
Des pratiques et méthodes diverses de yoga dans le thaing ont une spécificité birmane. Elles ont pour but le développement corporel, l’entretien physique et les soins du corps. On y trouve trois principales pratiques :
- le dhanda-yoga, pratique posturale assistée généralement d’un bâton voire d’un agrès dans le but de s’étirer et de renforcer musculairement à base de postures et d’application respiratoire. C’est une excellente pratique permettant de préparer (échauffer) le corps avant l’entraînement ou une compétition.

- le longi-yoga, pratique corporelle dont le but est de développer la souplesse et d’enlever les tensions musculaires, avec comme instrument une pièce de tissus (Sash*) ou une cordelette.

- le letha-yoga, pratique avec partenaire dans le but de s’étirer, de se tonifier et de soulager le corps et le mental. Le travail est axé sur des articulations, c’est une sorte de chiropractie. On y trouve également des techniques de massage pour activer la circulation sanguine et réguler les circuits énergétiques et des techniques de pression locale de points anatomiques.

(*) Sash : Écharpe de cérémonie portée par les enseignants de thaing. Des techniques de self-défense sont également développées autour de cette partie vestimentaire.